# Diuquídes
Diuquídes (en llatí Dieuchidas, en grec antic Διευχίδας) de Mègara fou un historiador grec que va escriure una història de Mègara (Μεγαρικά) en cinc llibres almenys.
La seva època és desconeguda, però la seva obra se citada amb freqüència pels autors antics i el seu nom apareix de diverses formes corruptes. Un escoliasta d'Apol·loni Rodi l'anomena Διρηχίδας ("Direchidas"), Esteve de Bizanci Σκίρφαι ("Skirphai"), Valeri Harpocració i Plutarc Διευτυχίδας ("Dieutychidas") i Eudòxia Διρυχίας ("Dirychias").